# Good Enough (musikalbum)
Good Enough är ett album med Ola Svensson, utgivet den 3 oktober 2007. Albumet innehåller bland annat låten SOS som hade radiopremiär den 14 september 2007 och började säljas som singel den 24 september 2007. 

## Låtlista
| Nr  | Titel                      | Låtskrivare                                                        |
| --- | -------------------------- | ------------------------------------------------------------------ |
| 1.  | "S.O.S"                    | Ola Svensson, Tony Nilsson, Michael Garvin                         |
| 2.  | "Totally Addicted"         | Niclas Frisk, Andreas Mattsson, Emilia Rydberg                     |
| 3.  | "Natalie"                  | Tony Nilsson                                                       |
| 4.  | "My Addiction"             | Negin Djafari, Ulf Lindström, Johan Ekhé                           |
| 5.  | "If You Gave Me Your Love" | David Eriksen, Gary Barlow                                         |
| 6.  | "Good Enough"              | Ola Svensson, Ulf Lindström, Johan Ekhé                            |
| 7.  | "Can't Get Enough"         | Ola Svensson, Tony Nilsson, Michael Garvin                         |
| 8.  | "All It Takes"             | Ola Svensson, Ulf Lindström, Johan Ekhé                            |
| 9.  | "My Baby Girl"             | Ola Svensson, Thomas Ahlstrand, Sandra Nordström, Richard Anderson |
| 10. | "Baby I'm Yours"           | Ola Svensson, Ingemar Åhberg, Niclas Wahlgren                      |
| 11. | "Who I Am"                 | Ola Svensson, Mirja Breitholtz, Tony Nilsson, Sam McCarthy         |

## Listplaceringar
| Lista (2007-2008) | Topplacering |
| ----------------- | ------------ |
| Sverige           | 2            |

## The Feelgood Edition
Efter Olas medverkan i Melodifestivalen 2008, med låten "Love in Stereo", släpptes en ny version av albumet Good Enough - The Feelgood Edition. Man hade nu lagt till Melodifestivallåten, singeln "Feelgood" samt några remixer. Albumet gick återigen in på den svenska albumlistan, och nådde som högst en andraplats.

## Låtlista
| Nr  | Titel                                               | Låtskrivare                                                        |
| --- | --------------------------------------------------- | ------------------------------------------------------------------ |
| 1.  | "S.O.S"                                             | Ola Svensson, Tony Nilsson, Michael Garvin                         |
| 2.  | "Totally Addicted"                                  | Niclas Frisk, Andreas Mattsson, Emilia Rydberg                     |
| 3.  | "Natalie"                                           | Tony Nilsson                                                       |
| 4.  | "My Addiction"                                      | Negin Djafari, Ulf Lindström, Johan Ekhé                           |
| 5.  | "If You Gave Me Your Love"                          | David Eriksen, Gary Barlow                                         |
| 6.  | "Good Enough"                                       | Ola Svensson, Ulf Lindström, Johan Ekhé                            |
| 7.  | "Can't Get Enough"                                  | Ola Svensson, Tony Nilsson, Michael Garvin                         |
| 8.  | "All It Takes"                                      | Ola Svensson, Ulf Lindström, Johan Ekhé                            |
| 9.  | "My Baby Girl"                                      | Ola Svensson, Thomas Ahlstrand, Sandra Nordström, Richard Anderson |
| 10. | "Baby I'm Yours"                                    | Ola Svensson, Ingemar Åhberg, Niclas Wahlgren                      |
| 11. | "Who I Am"                                          | Ola Svensson, Mirja Breitholtz, Tony Nilsson, Sam McCarthy         |
| 12. | "Feelgood"                                          | Tony Nilsson, Jonas Myrin                                          |
| 13. | "Natalie" (Radio version) [Stockholm-Uppsala remix] | Tony Nilsson                                                       |
| 14. | "S.O.S." [Stockholm-Uppsala remix]                  | Ola Svensson, Tony Nilsson, Michael Garvin                         |
| 15. | "If You Gave Me Your Love" (Recorded at P3 Live)    | David Eriksen, Gary Barlow                                         |
| 16. | "Love in Stereo"                                    | Tony Nilsson, Mirja Breitholtz                                     |